# Hanns Müller (Politiker)

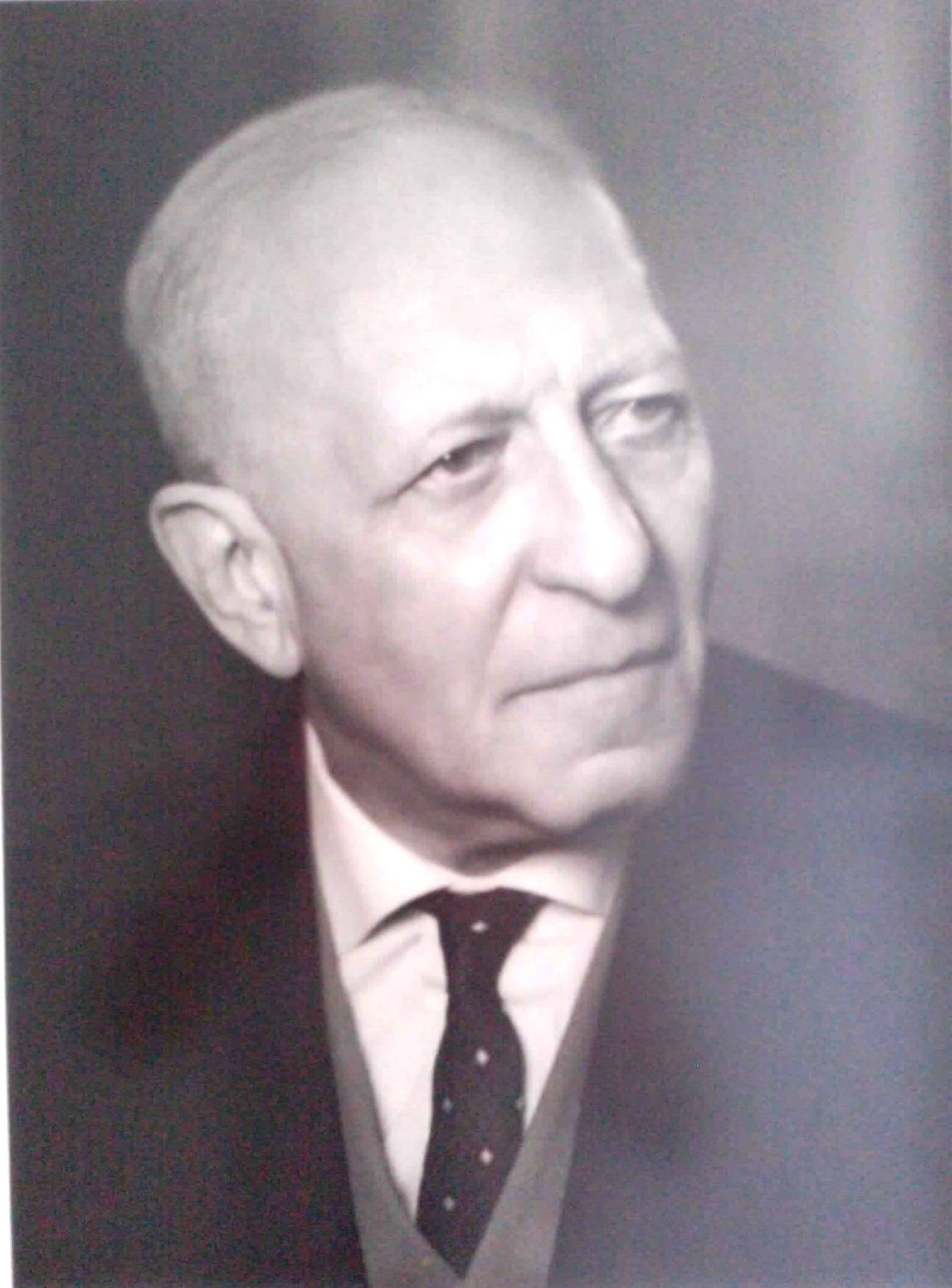
Hanns Müller (um 1950)

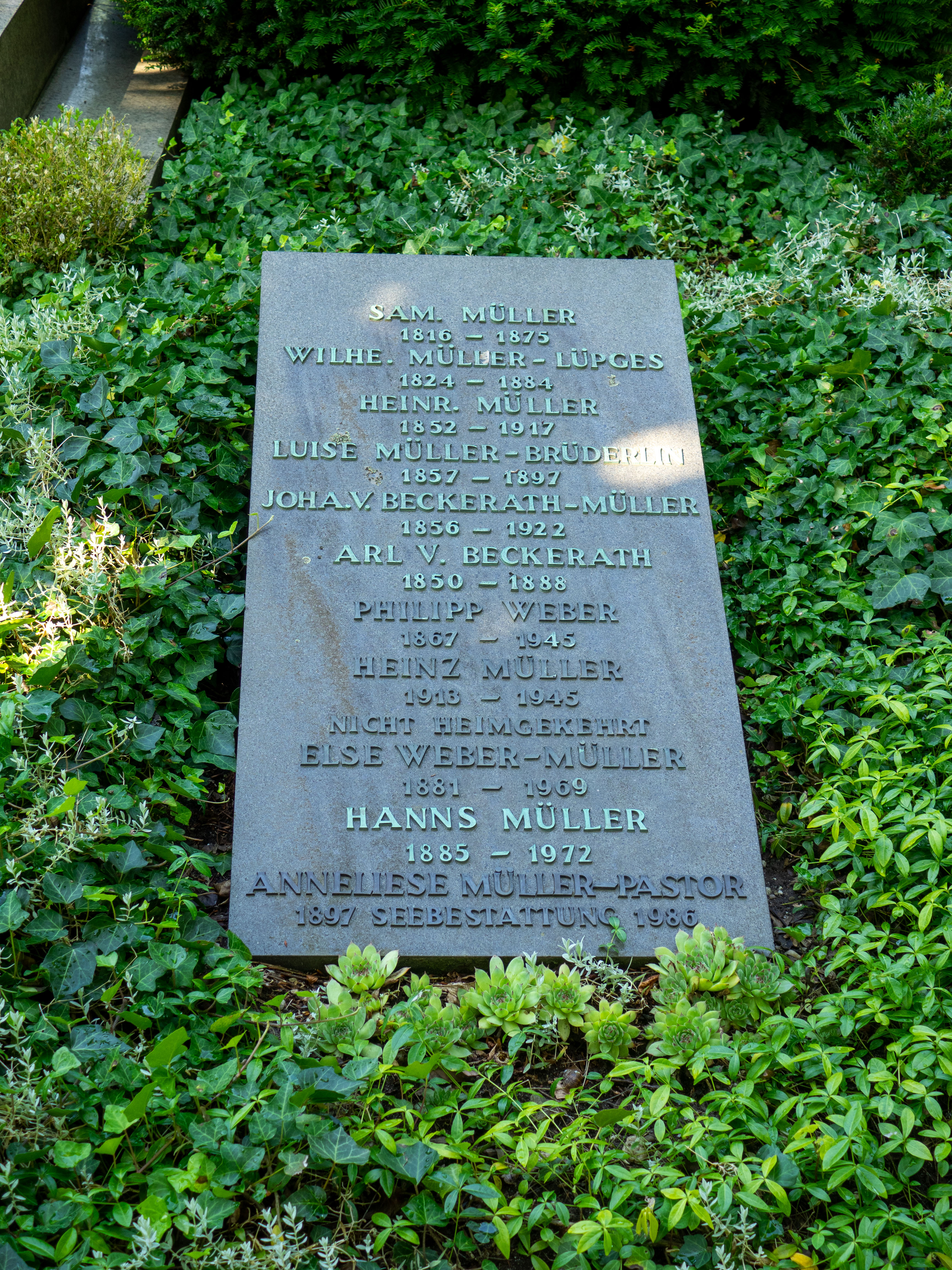
Grabstein Familie Heinr. Müller (Hauptfriedhof (Krefeld))

Hanns Müller (* 9. Februar 1885 in Krefeld; † 21. Juni 1972 ebenda) war ein deutscher Politiker (FDP). Er war von 1949 bis 1951 Oberbürgermeister von Krefeld.

## Leben
Hanns Müller wurde als Sohn des nationalliberalen Stadtverordneten Heinrich Müller-Brüderlin in Krefeld geboren. Er besuchte ein Realgymnasium am Ort und schloss die Schule im Jahr 1903 mit dem Abitur ab. Er ging anschließend in der väterlichen Textilfirma Heinrich Johannes Müller-Sohn in die Lehre und absolvierte technische Studien in Hannover und Sachsen. Auch nach der Lehre war er in dem Unternehmen tätig und wurde später Inhaber.
Müller stand in der Zeit von 1919 bis 1933 der Deutschen Demokratischen Partei nahe, nach dem Zweiten Weltkrieg wurde er FDP-Mitglied. Er gehörte dem Rat der Stadt Krefeld vom 10. Dezember 1945 bis Oktober 1946 und vom 4. November 1946 bis zum Herbst 1952 an. Das Amt des Krefelder Oberbürgermeisters hatte er vom 17. November 1949 bis zum 7. November 1951 inne.
Müller war Mitglied im Volksbund Deutsche Kriegsgräberfürsorge und Vorsitzender, später Ehrenvorsitzender des Krefelder Tierschutzvereins.